# سد کفترک
سد کفترک یک سد کوچک در ۲۰ کیلومتری غرب شهر درق در شهرستان گرمه استان خراسان شمالی است. این سد از نوع خاکی بر روی رود فصلی کفترک قرار دارد که در مواقع سیل و بارندگی دارای جریان آب است. حجم مخزن این سد ۶٫۴۱ میلیون متر مکعب است.